# Cheilanthes rigidula
Cheilanthes rigidula är en kantbräkenväxtart som beskrevs av Nathaniel Wallich. Cheilanthes rigidula ingår i släktet Cheilanthes och familjen Pteridaceae. Inga underarter finns listade.